# 伊塔佩瓦龙属
伊塔佩瓦龙（属名：Itapeuasaurus，意为“伊塔佩瓦的蜥蜴”）是一属雷巴齐斯龙科蜥脚类恐龙，化石发现于巴西马拉尼昂州的奥坎塔拉组，模式种兼唯一种是卡雅皮奥伊塔佩瓦龙（Itapeuasaurus cajapioensis）。伊塔佩瓦龙在成年后可以长到10（33英尺）至15（49英尺）长。

## 发现与命名
2014年11月，渔民Carlos Wagner Silva在伊塔佩瓦的海滩上发现一块肱骨化石。2015年5月，古生物学家Manuel Alfredo Medeiros和其学生被派来加固标本，并于2019年对该物种进行叙述。

## 种系发生学
Lindoso等人（2019年）将伊塔佩瓦龙作为德曼达龙的旁系群归入尼日龙亚科。